# Irish League 1992-1993
L'Irish League 1992-1993 è stata la 92ª edizione della prima divisione del campionato nordirlandese di calcio.
Il campionato era formato da sedici squadre e il Linfield vinse il titolo. Non vi furono retrocessioni.

## Classifica finale
| Pos. | Squadra             | G  | V  | N | P  | GF | GS | Punti |
| ---- | ------------------- | -- | -- | - | -- | -- | -- | ----- |
| 1    | Linfield            | 30 | 20 | 6 | 4  | 49 | 15 | 66    |
| 2    | Crusaders           | 30 | 21 | 3 | 6  | 53 | 27 | 66    |
| 3    | Bangor              | 30 | 20 | 4 | 6  | 61 | 32 | 64    |
| 4    | Portadown           | 30 | 18 | 9 | 3  | 70 | 26 | 63    |
| 5    | Distillery          | 30 | 20 | 2 | 8  | 61 | 36 | 62    |
| 6    | Glenavon            | 30 | 14 | 6 | 10 | 48 | 36 | 48    |
| 7    | Glentoran           | 30 | 13 | 8 | 9  | 70 | 40 | 47    |
| 8    | Ards                | 30 | 12 | 9 | 9  | 45 | 45 | 45    |
| 9    | Carrick Rangers     | 30 | 12 | 2 | 16 | 50 | 73 | 38    |
| 10   | Ballymena United    | 30 | 10 | 6 | 14 | 41 | 51 | 36    |
| 11   | Cliftonville        | 30 | 10 | 3 | 17 | 42 | 48 | 33    |
| 12   | Omagh Town          | 30 | 9  | 5 | 16 | 38 | 57 | 32    |
| 13   | Larne               | 30 | 9  | 3 | 18 | 41 | 59 | 30    |
| 14   | Newry Town          | 30 | 5  | 5 | 20 | 30 | 72 | 20    |
| 15   | Coleraine           | 30 | 5  | 3 | 22 | 28 | 63 | 18    |
| 16   | Ballyclare Comrades | 30 | 2  | 6 | 22 | 28 | 75 | 12    |

G = Partite giocate; V = Vittorie; N = Nulle/Pareggi; P = Perse; GF = Goal fatti; GS = Goal subiti; 